# 尹容善
尹容善（：／，1829年—1904年），字景圭，號自有齋。本貫海平，大韓帝國末期政治家。尹致羲之子。

## 生平
1885年（高宗22年）并考中增广試文科。
1896年俄馆播遷后成立的亲俄政府中，他作为保守势力的一员参与其中，担任度支部大臣，4月22日被任命为内阁总理大臣。当年9月修改制度废除内阁,重設议政府，1897年，任議政府議政，由金炳始署理议政府議政大臣。
1897年3月，调停新法与旧法，为编写一部法典，成立校典所，任副总裁大员。
但是1898年9月，皇帝、太子身邊發生了所谓的毒药咖啡事件，即毒茶事件。以此为契机，铲除腐败无能的管理高喊反政府斗争，正在激化的译官那里得到大规模攻势的中、沈舜澤，李載純，沈相勳，閔泳綺，申箕善，李寅祐等一起7代替政府高层官员对弹劾的对象，一度上升遞职（体制職）的处分。
但是，再次还原了保守内阁时，皇帝授予大匡輔國崇祿大夫。
大韩帝国成立以后，为了制定大韩帝国憲法，从前的校典所改编为法规扶正所时，曾任总裁。这条全文共有9条的对韩提案人在镇压独立协会活动的同时，在试图以王权强化集中统治力量的政府的保守主义运动中形成的韩国最初的宪法。
这样，他在与开化、改革的方向相比表现出保守倾向的政府要职上处于主导地位，以后直到日俄战争前夕，他还多次作为政坛元老担任议政职务。死後谥文忠。